# Andrzej Iskrzycki
Andrzej Tomasz Iskrzycki [výsl. přibližně andřej tomaš iskřicki] (* 20. listopadu 1951, Nowy Targ) je bývalý polský hokejový obránce.

## Hráčská kariéra

### Klubová kariéra
Hrál za Podhale Nowy Targ (od roku 1967). V polské lize získal v letech 1971–1979 osm mistrovských titulů.

### Reprezentační kariéra
Polsko reprezentoval na olympijských hrách v roce 1976 a na turnajích mistrovství světa v letech 1975 a 1979.